# Castillo de Sádaba
El castillo de Sádaba es una fortaleza militar que se encuentra erguido sobre la roca en lo alto de un pequeño cerro, al este de Sádaba (Sadaba en aragonés), en la comarca de Cinco Villas, a 90 kilómetros al norte de la ciudad Zaragoza, a 20 kilómetros del municipio de Ejea de los Caballeros y casi 30 km de Sos del Rey Católico, y en la frontera con Carcastillo (a 20 km), en la Comunidad Foral de Navarra. Atravesada la localidad por el río Riguel, tributario del Arba, y este afluente del Ebro, el conjunto fortificado se eleva unos quince metros sobre el resto de la villa situada inicialmente a sus pies, y traslada  en el siglo XV al otro lado del río.

## Historia

### Fortaleza anterior
La zona de Sádaba se empezó a repoblar en el siglo XI. En 1099 eran sus señores García Garcés y su esposa Blanquita (o Velasquita). Ricardo del Arco publicó un documento firmado por Alfonso I en 1125 que hablaba del castillo. Sin embargo, la fortaleza actual muestra una factura que coincide por estilo con la del siglo XII; se considera que hubo antes, al menos, una torre donjonada, quizá una fortaleza de estilo románico mayor a la actual datada en el año 1125, levantada por Alfonso I El Batallador. La llamada torre del Rey, situada al SO, junto a la puerta de acceso, es de mayores dimensiones que el resto, y presenta rasgos arquitectónicos que apuntan en este sentido y sería la parte continuadora de aquella primera fortificación.
En 1159 era propiedad de un hijo de los señores, Don Pedro García, lo que significaba un señorío hereditario, algo nada común en Aragón durante el siglo XII.

### Construcción actual

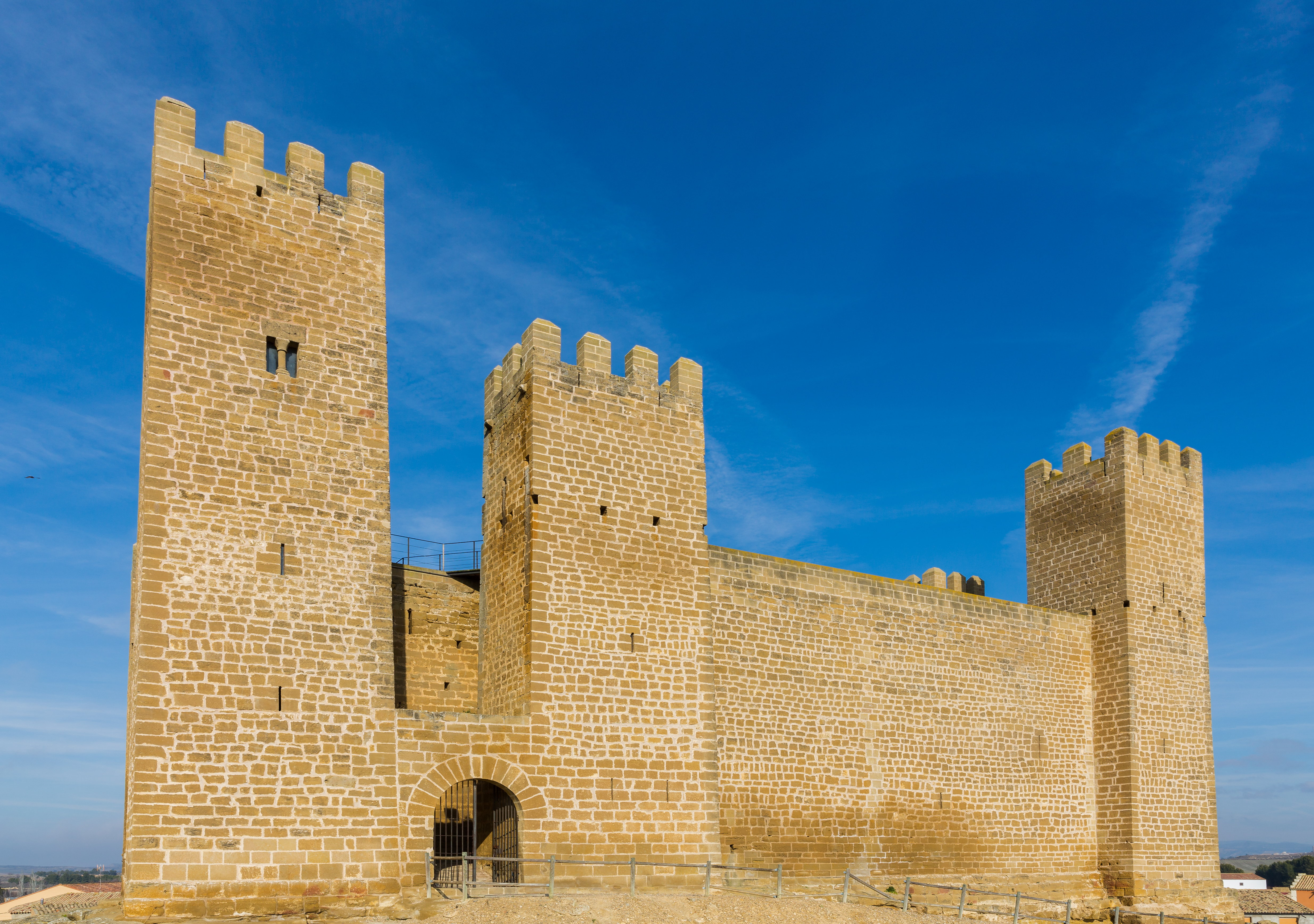
Vista de la cara meridional. A la izquierda de la puerta de acceso, la torre del rey; a la derecha, la torre de la reina.

Durante la minoría de edad de Jaime I de Aragón, Arnaldo de Alascún tiranizaba a los vecinos de Sádaba y realizaba correrías por la contigua Navarra, por lo que Sancho VII de Navarra, apodado "el Fuerte", intervino militarmente contra él y puso a Sádaba bajo su protección en 1215, coincidiendo con el reinado del poderoso Jaime I el Conquistador, benevolente con el reino de Navarra debido a su fuerte endeudamiento, propio y por herencia paterna con el monarca navarro.
En 1221, tuvo que repetir la operación contra el hijo de anterior, Fortanet de Alascún, y su madre María, los cuales entregaron la villa a perpetuidad. En 1223 ya figuraba Fernando de Leret como tenente en «Sádaba Nueva». Lo que incita a pensar que fue entonces cuando se construyó la fortificación actual. Su sucesor Teobaldo I devolvió la villa y el castillo a Fortanet en 1244, a ruegos del conde de Verán, pero con todas las obligaciones de un vasallo. Sádaba volvió a Aragón por solicitud de sus vecinos en 1261. Años después se puso en armas por la guerra contra Navarra y Francia en 1283.
Existe un documento de 1302 que revela que Jaime II debía 1.200 sueldos a Jordana Savial de Morgia, esposa de Ramiro Sánchez de Antillón, quienes habían comprado el castillo de Sádaba, y que entonces lo custodiaba G. de Castell Nou.
En la Guerra de los Dos Pedros, fue uno de los entregados en rehenes a Carlos II de Navarra durante las negociaciones entre ambos reyes. Pedro IV vendió la villa a Francisco de Villanueva en 1384, pero los vecinos compraron su libertad en 1399 y Sádaba ya no volvió a salir de la Corona de Aragón: el 8 de abril de 1400 Martín I el Humano, al tiempo que confirma los privilegios previos de Jaime I y de Jaime II, ratifica su incorporación definitiva a la corona aragonesa. 
En 1452, reinando en Navarra Juan II, ya casado con Juana Enríquez de Castilla (el 10 de marzo nació en Sos su futuro heredero, Fernando), la zona volvió a sufrir ataques de los bandos navarros que libraban sus enfrentamientos dinásticos el contexto de la guerra civil que se libraba entre agramonteses (que apoyaban al rey consorte de Navarra, Juan II) y beamonteses (que apoyaban al príncipe Carlos de Viana, heredero de los derechos al trono de su madre, reina privativa de Navarra, y por entonces prisionero de su padre tras la batalla de Aibar), al igual que otras localidades fronterizas.

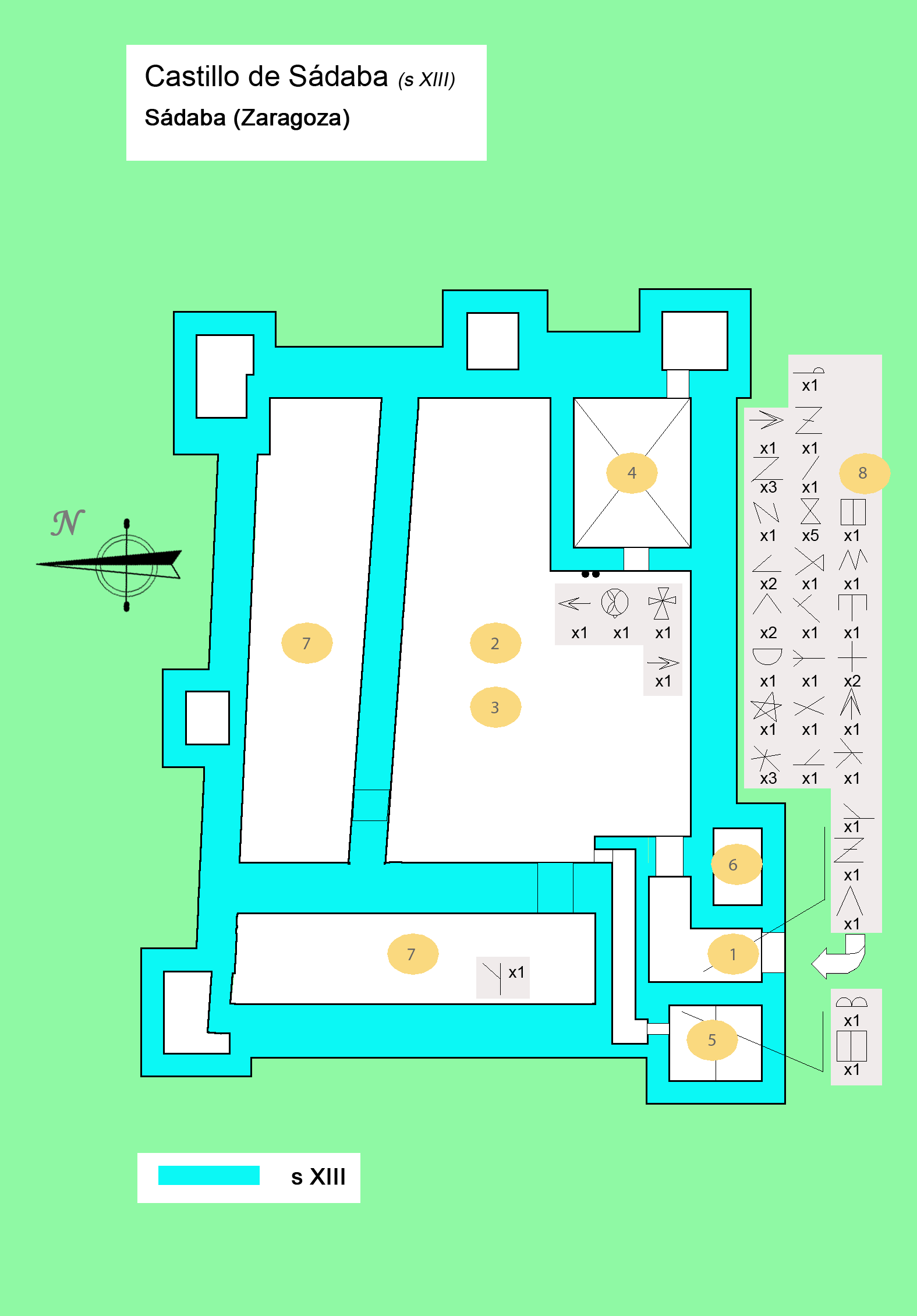
Aproximación a la planta. Marcas de cantería.Leyenda de la imagen:
1. Entrada.
2. Patio de armas.
3. Aljibe.
4. Capilla.
5. Torre del rey.
6. Torre de la reina.
7. Estancias.
8. Marcas de cantería.

## Descripción
El Castillo de Sádaba es «uno de los mejores ejemplos de [estilo] "Felipe Augusto", dentro del protogótico», una tipología definida por François Gébelin y aplicada por Cristóbal Guitart a los casos aragoneses que rechazaba «la denominación de "transición" entre el románico y el gótico, dotándolo, por el contrario, de un carácter propio».
El conjunto se compone de siete torres y presenta decoraciones de influencia cisterciense del siglo XIII. No muestra elementos defensivos, como la torre del homenaje o el foso o la barrera; las saeteras y los vanos son escasos y no posee matacanes. Como propias defensas tiene el grosor de sus muros, con torres cuadradas, rematadas en almenas, y los adarves, aparte del acceso en recodo, de influencia árabe.
Se aprecia en él la transición del modelo de castillo arcaico -entendido como una torre principal al interior del recinto amurallado-, pasando a ser una especie de ciudadela defendida por torres y muros en su periferia. Responde a una nueva tipología de fortalezas que, por aquel entonces, se levantaban en algunas partes de Europa, y conocida como «Fórmula de Felipe Augusto». Durante su juventud, antes de su acceso al trono navarro, Sancho el Fuerte pudo conocer fortalezas de este estilo entre 1192 y 1194, durante su presencia en las tierras de Aquitania defendiendo los intereses territoriales de su cuñado, Ricardo Corazón de León, rey de Inglaterra y duque de Aquitania, en sus confrontaciones con los franceses comandados por el conde de Toulouse.
El recinto amurallado es de planta rectangular, de 38x30 metros de lado, y ocupa una superficie de más de 1000 metros cuadrados. Los muros están construidos en piedra labrada, en sillares perfectamente trabajados y colocados en hileras horizontales. Su altura es uniforme y considerable. En varias de las torres y muros hay ventanas estrechas de arco semicircular y saeteras muy rasgadas.
Presenta en torno a su patio siete torres también de planta rectangular y muy diferentes unas de otras, cuatro de ellas en las esquinas. La situada en la parte suroeste, conocida como torre del rey (5), es un poco mayor que las restantes y es la que tiene la puerta de ingreso al recinto fortificado sin que por ello pueda considerarse como la del homenaje. En este mismo muro, a la derecha de la puerta de acceso (1), se sitúa la conocida como torre de la reina (6). En los muros oeste y norte, se encontraban las estancias (7) y salones.
En el patio de armas (2) destaca el aljibe (3), de gran capacidad, con tres arcos apuntados que sostenían una bóveda que actualmente no se conserva. Un estrecho camino de ronda atraviesa todo el adarve por las torres por pasadizos y da entrada a una especie de zaguán descubierto por el que se accede al patio de armas.
El castillo fue propiedad, durante algún tiempo, de la Orden de San Juan y así lo constata la cruz de Malta inscrita en círculo que aparece en una puerta de la Capilla (4) del patio. Su exterior lo decoran una pareja de semicolumnas adosadas en el lado norte de la puerta de acceso, que se interrumpen con su capitel liso. Dos pilastras en cada ángulo sustentan arcos apuntados, y en el diedro que forman las mismas, columnas rematadas en capitel con decoración geométrica muy sencilla en la que apean las nervaduras triples de la bóveda de crucería.

## Conservación
Fue escenario de numerosas guerras. En el siglo XVI se mantuvo en buen estado pero se abandonó en los siglos siguientes. Durante muchos años la fortaleza de Sádaba se mantuvo en total y absoluto abandono. En la actualidad ha pasado a manos de la administración provincial de la Diputación General de Aragón que se encarga de su restauración y conservación, ya que se encuentra bajo la protección de la Declaración genérica del Decreto de 22 de abril de 1949 y la Ley 16/1985 sobre el Patrimonio Histórico Español. Gracias a ello hoy en día es visitable por medio de la Oficina de Turismo de Sádaba.
En su interior se organizan actividades culturales, como exposiciones de arte y talleres.

## Galería

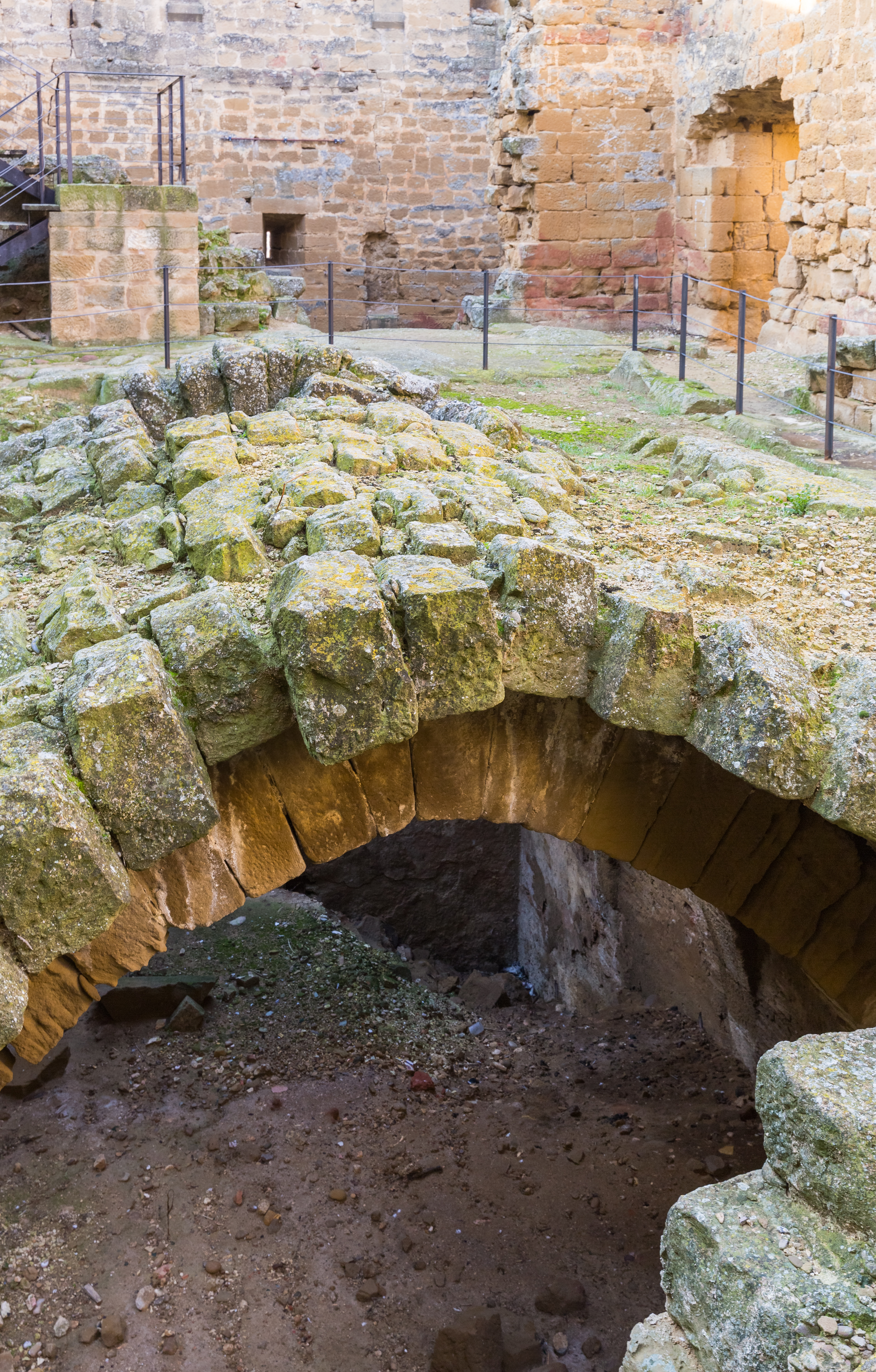
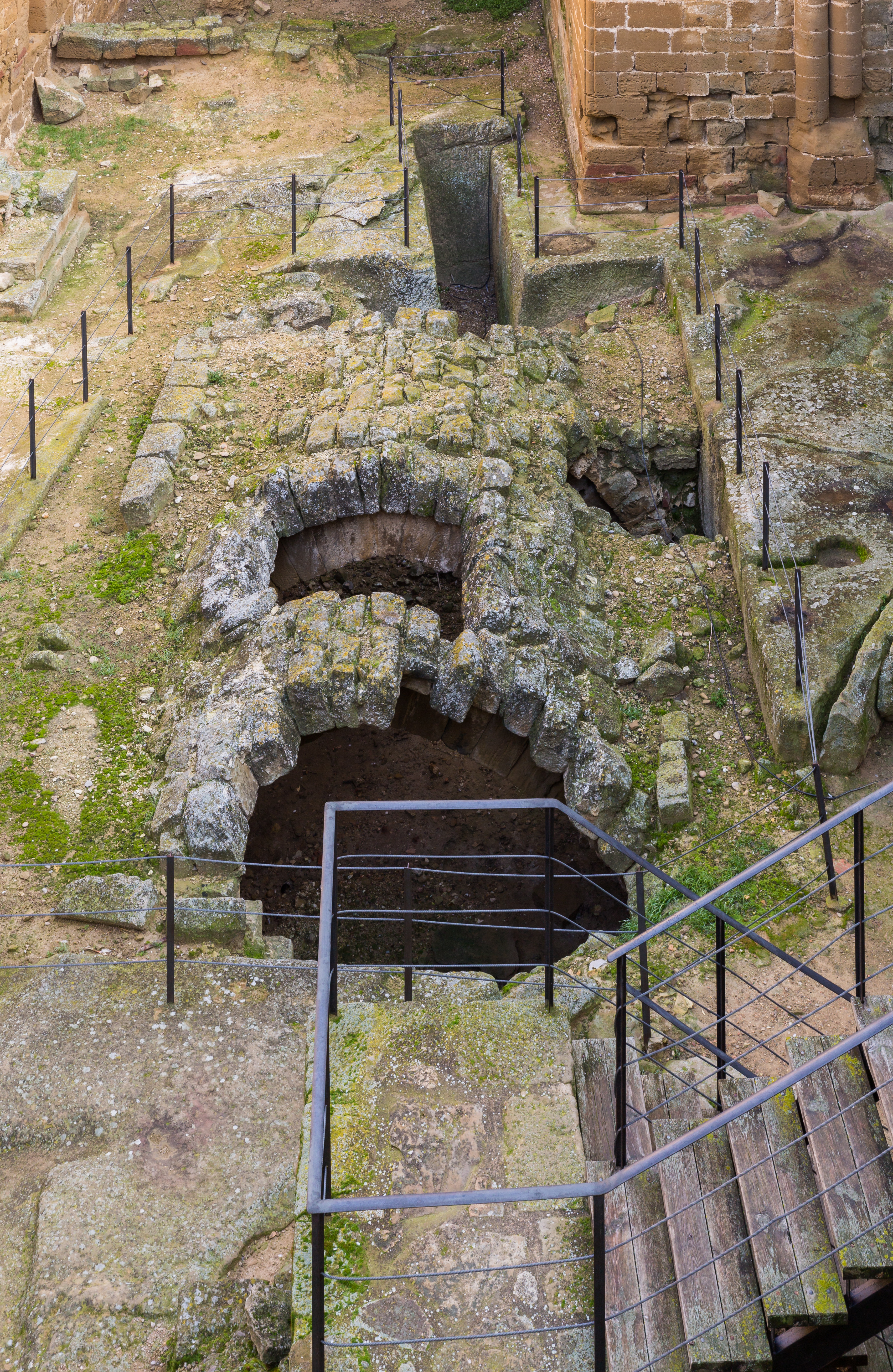
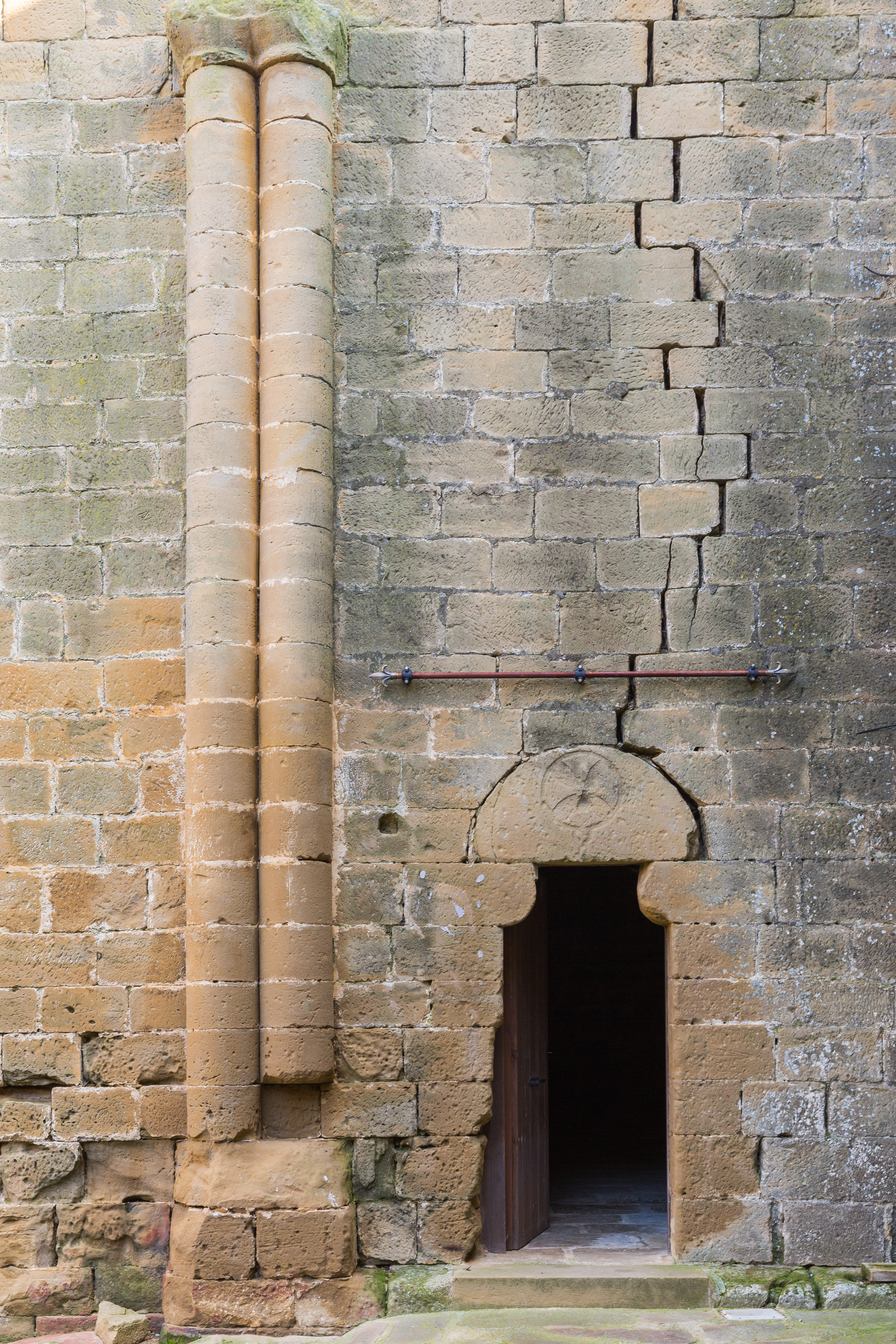
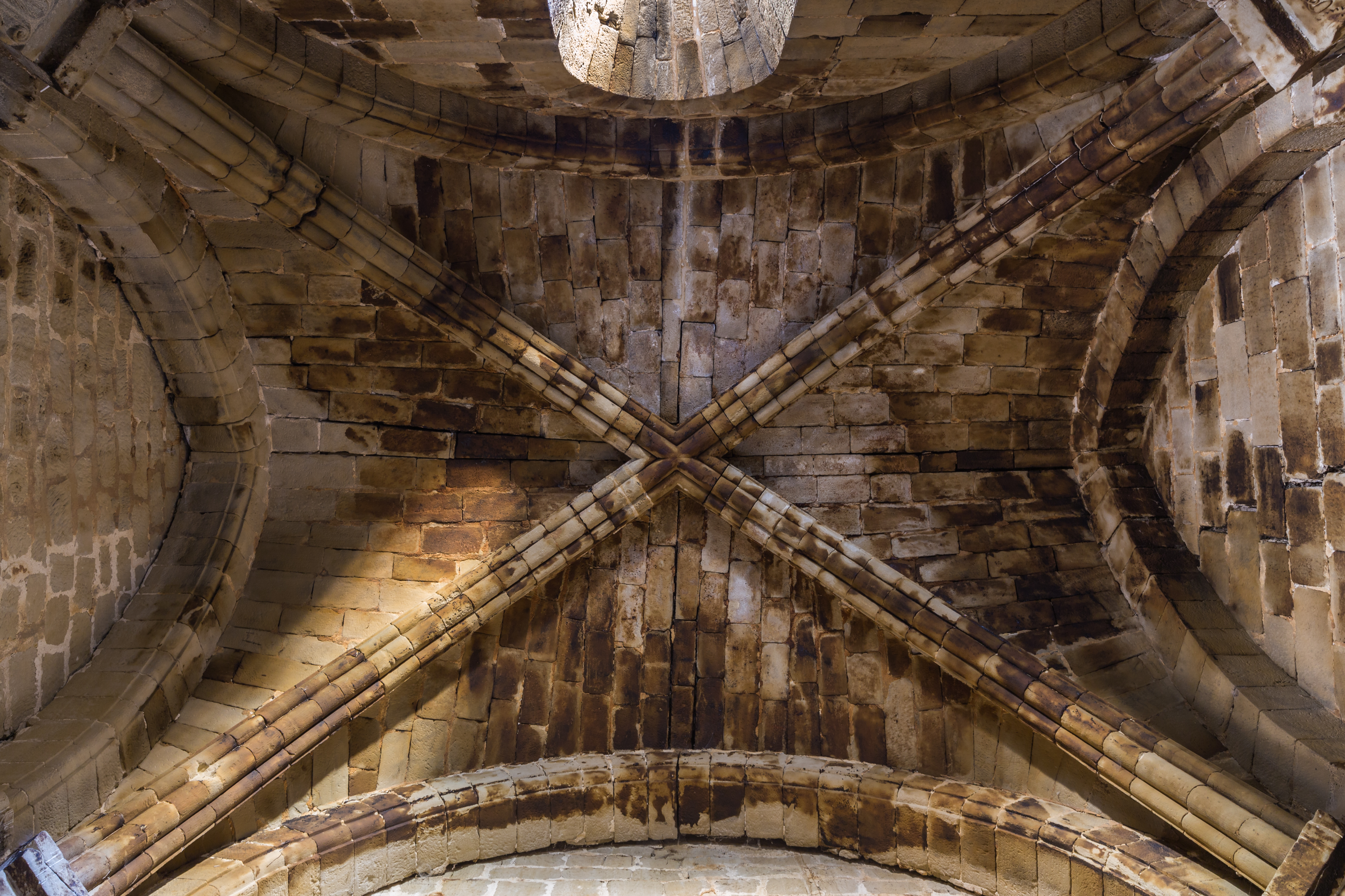
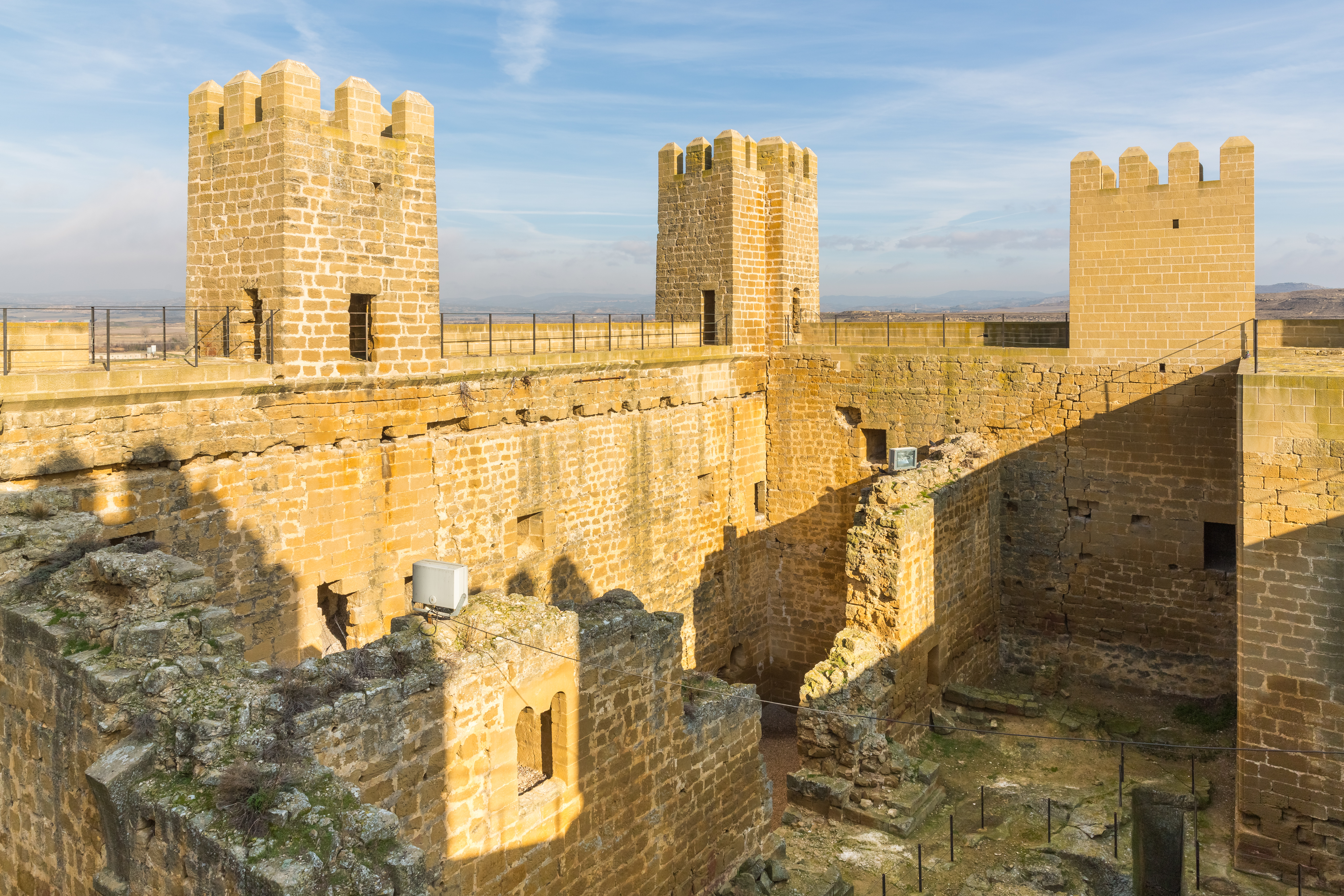
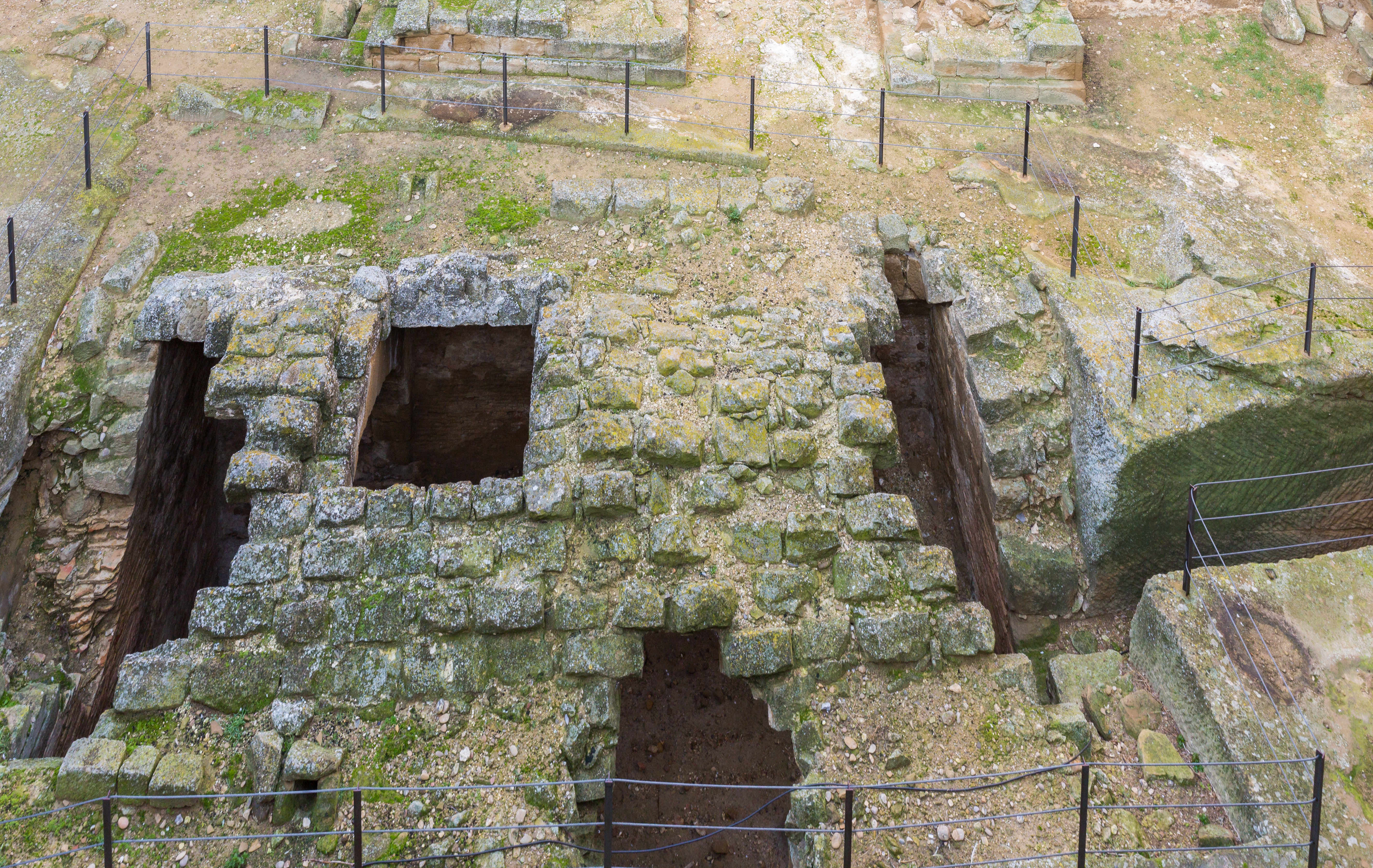
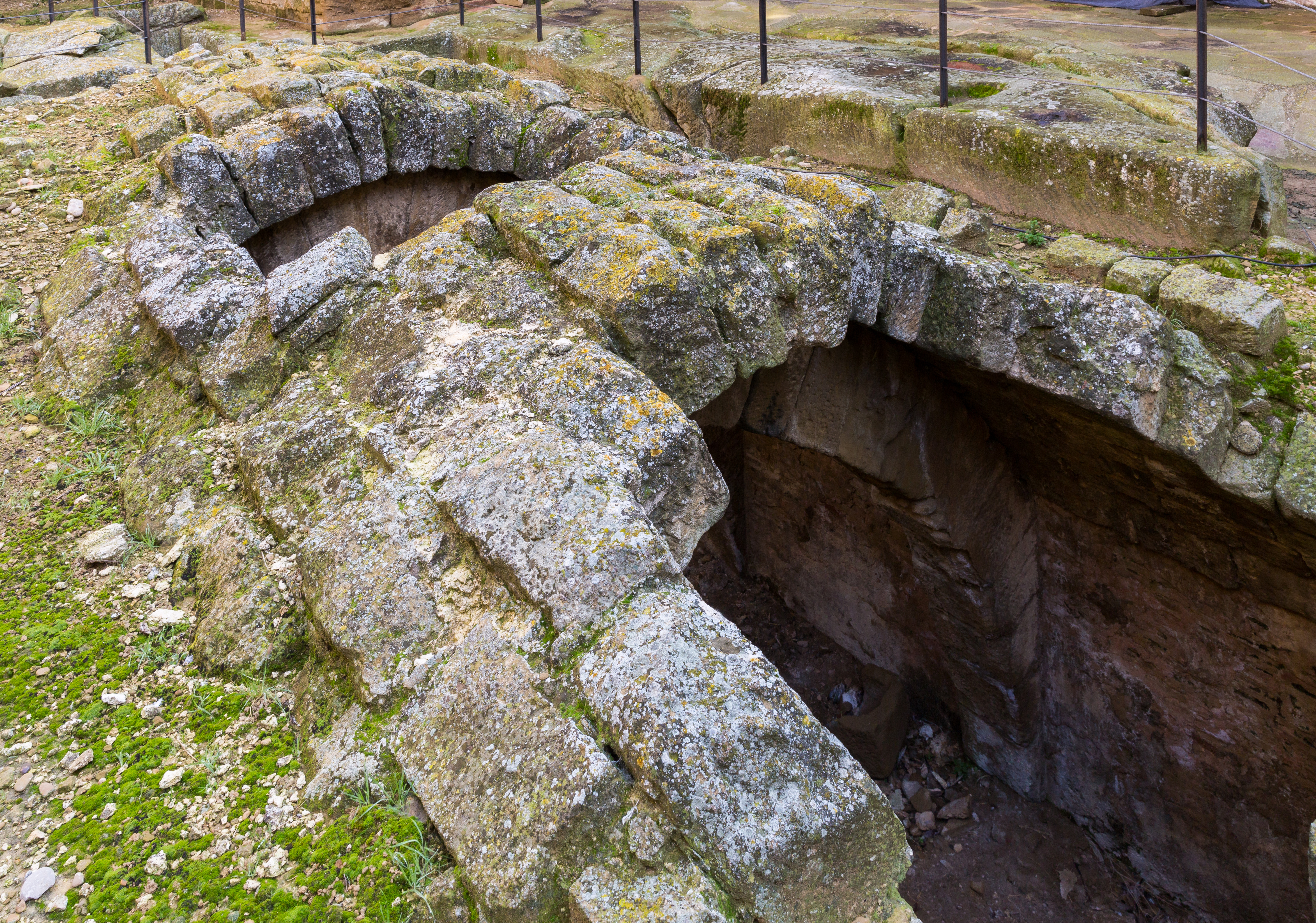
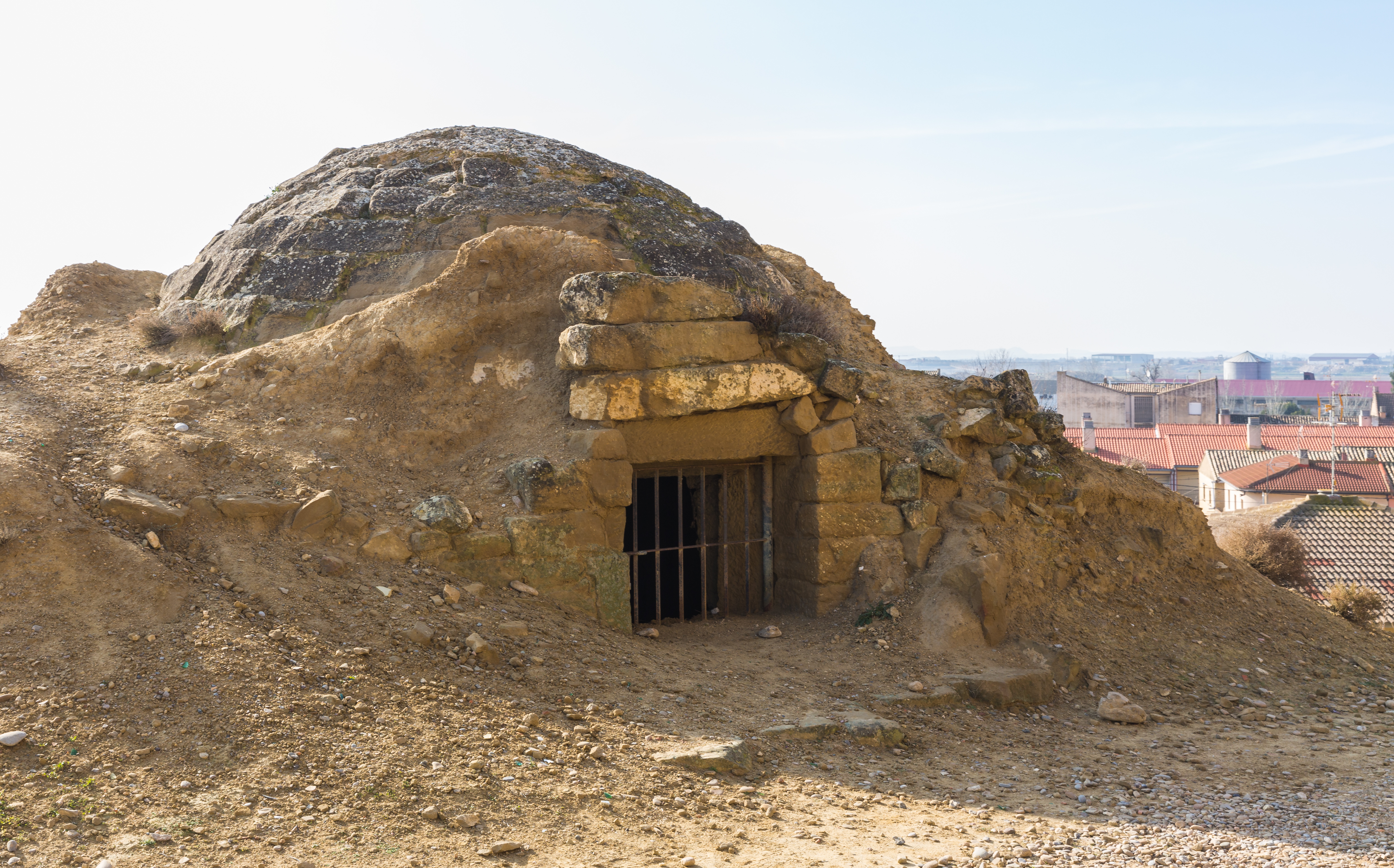